# Уорд, Бреннан
Бре́ннан Уорд (англ. Brennan Ward; 28 июня 1988, Уотерфорд) — американский боец смешанного стиля, выступает на профессиональном уровне с 2008 года. Известен своими боями в крупном американском промоушене Bellator, победитель гран-при девятого сезона в средней весовой категории.

## Биография
Бреннан Уорд родился 28 июня 1988 года в городе Уотерфорде, штат Коннектикут. Во время учёбы в старшей школе начал активно заниматься борьбой, затем продолжил бороться в университете, состоял в студенческой команде, где добился некоторых успехов, в частности, выступал в третьем дивизионе всеамериканского национального первенства, владел титулом чемпиона Новой Англии в своей весовой категории.
Как профессионал дебютировал в смешанных единоборствах в 2008 году, однако серьёзно занялся этим делом только в 2012-м, когда заключил контракт с местным промоушеном Classic Entertainment and Sports MMA. Имея в послужном списке четыре победы без единого поражения, получил приглашение принять участие в турнирах престижной американской организации Bellator.
Дебютировал в Bellator в ноябре 2012 года, первым его соперником должен был стать Вальтер Роберто, но впоследствии он был заменён на Сэма Маккоя — Уорд нокаутировал его в первом же раунде. Тем не менее, следующий поединок получился крайне неудачным, малоизвестный боец Аарон Джонсон выполнил рычаг локтя уже на пятнадцатой секунде первого раунда, и таким образом Бреннан Уорд потерпел первое в карьере поражение.
Несмотря на неудачу, продолжил выходить в клетку, в 2013 году удушающим приёмом сзади одолел мексиканца Яира Могеля и поучаствовал в девятом сезоне гран-при среднего веса. В четвертьфинале техническим нокаутом взял верх над Джастином Торри, в полуфинале «гильотиной» удушил Джо Пачеко, тогда как в решающем финальном бою забил кулаками датчанина Миккеля Парло. Став победителем гран-при, удостоился права оспорить титул чемпиона, который на тот момент принадлежал россиянину Александру Шлеменко. Первый раунд провёл довольно успешно, но во втором Шлеменко поймал его в «гильотину» и выиграл, оставив чемпионский пояс при себе.
В сентябре 2014 года Уорд вернулся в бои, но потерпел ещё одно поражение, нокаутом на 21 секунде первого раунда от соотечественника Тамдана Маккрори.
Принял участие в первых турнирах новообразованной японской компании Rizin Fighting Federation, где победил удушающим приёмом сзади местного японского бойца Кэна Хасегаву.

## Статистика в ММА
| Результат | Рекорд | Соперник           | Способ                            | Турнир                         | Дата            | Раунд | Время | Место                | Примечание |
| --------- | ------ | ------------------ | --------------------------------- | ------------------------------ | --------------- | ----- | ----- | -------------------- | ---------- |
| Поражение | 14-6   | Фернандо Гонсалес  | Сдача (гильотина)                 | Bellator 182                   | 25 августа 2017 | 3     | 1:02  | Верона, США          |            |
| Поражение | 14-5   | Пол Дейли          | Нокаут                            | Bellator 170                   | 21 января 2017  | 1     | 2:27  | Инглвуд, США         |            |
| Победа    | 14-4   | Саад Авад          | Нокаут                            | Bellator 163                   | 4 ноября 2016   | 1     | 1:26  | Анкасвилл, США       |            |
| Поражение | 13-4   | Эванжелиста Сантус | Скручивание пятки                 | Bellator 153                   | 22 апреля 2016  | 1     | 0:30  | Анкасвилл, США       |            |
| Победа    | 13-3   | Кэн Хасегава       | Удушение сзади                    | Rizin Fighting Federation 2    | 31 декабря 2015 | 2     | 1:52  | Сайтама, Япония      |            |
| Победа    | 12-3   | Деннис Олсон       | Нокаут (удары руками)             | Bellator 144                   | 23 октября 2015 | 1     | 4:37  | Анкасвилл, США       |            |
| Победа    | 11-3   | Роджер Кэрролл     | Нокаут (удар рукой)               | Bellator 140                   | 17 июля 2015    | 1     | 2:06  | Анкасвилл, США       |            |
| Победа    | 10-3   | Кёртис Миллендер   | Удушение сзади                    | Bellator 134                   | 27 февраля 2015 | 1     | 1:39  | Анкасвилл, США       |            |
| Поражение | 9-3    | Тамдан Маккрори    | Нокаут (удары руками)             | Bellator 123                   | 5 сентября 2014 | 1     | 0:21  | Анкасвилл, США       |            |
| Поражение | 9-2    | Александр Шлеменко | Удушение «гильотиной»             | Bellator 114 (чемпионский бой) | 5 сентября 2014 | 1     | 0:21  | Вест-Вэлли-Сити, США |            |
| Победа    | 9-1    | Миккель Парло      | Технический нокаут (удары руками) | Bellator 107 (финал)           | 8 ноября 2013   | 2     | 1:39  | Такервилл, США       |            |
| Победа    | 8-1    | Джо Пачеко         | Удушение «гильотиной»             | Bellator 102 (полуфинал)       | 4 октября 2013  | 2     | 2:41  | Висейлия, США        |            |
| Победа    | 7-1    | Джастин Торри      | Технический нокаут (удары руками) | Bellator 98 (четвертьфинал)    | 7 сентября 2013 | 2     | 3:28  | Анкасвилл, США       |            |
| Победа    | 6-1    | Яир Могель         | Удушение сзади                    | Bellator 91                    | 28 февраля 2013 | 1     | 0:57  | Рио-Ранчо, США       |            |
| Поражение | 5-1    | Аарон Джонсон      | Рычаг локтя                       | Bellator 89                    | 14 февраля 2013 | 1     | 0:57  | Шарлотт, США         |            |
| Победа    | 5-0    | Сэм Маккой         | Нокаут (удары руками)             | Bellator 81                    | 16 ноября 2012  | 1     | 2:49  | Кингстоун, США       |            |
| Победа    | 4-0    | Шедрик Гудридж     | Технический нокаут (удары руками) | CES MMA: Real Pain             | 6 октября 2012  | 1     | 2:36  | Провиденс, США       |            |
| Победа    | 3-0    | Харли Бикмен       | Решение судей (единогласное)      | CES MMA: Never Surrender       | 13 апреля 2012  | 3     | 5:00  | Линкольн, США        |            |
| Победа    | 2-0    | Джош Меллен        | Технический нокаут (удары руками) | CES MMA: Extreme Measures      | 3 февраля 2012  | 1     | 1:32  | Линкольн, США        |            |
| Победа    | 1-0    | Майк Манна         | Технический нокаут (удары руками) | USFL: War in the Woods 2       | 23 февраля 2008 | 1     | 2:15  | Ледиярд, США         |            |